# Metandrocarpa dura
Metandrocarpa dura is een zakpijpensoort uit de familie van de Styelidae. De wetenschappelijke naam van de soort is, als Goodsiria dura, voor het eerst geldig gepubliceerd in 1896 door Ritter.